# Lega giordana professionistica 2024-2025
La Lega giordana professionistica 2024-2025, nota anche come Jordan Pro League 2024-2025, è stata la 72ª edizione della massima serie del campionato di calcio giordano. Il campionato è iniziato l'8 agosto 2024 e si è concluso il 3 maggio 2025.
La squadra campione in carica è l'Al-Hussein, che si è riconfermato vincendo il suo secondo titolo nazionale.

## Stagione

### Novità
Dalla scorsa edizione sono state retrocesse Sahab e Al-Jalil, ultime due classificate del campionato. Al loro posto, dalla Prima Divisione sono state promosse Al-Jazira e Al-Sareeh.

### Formula
Le 12 squadre partecipanti giocano un girone all'italiana con gare di andata e ritorno, per un totale di 22 giornate. Al termine di queste, la squadra prima in classifica è campione di Giordania e si qualifica per la AFC Champions League Two 2025-2026, mentre le ultime quattro classificate sono retrocesse in Prima Divisione.

## Squadre partecipanti
| Club               | Città     | Stagione precedente         |
| ------------------ | --------- | --------------------------- |
| Al-Ahli            | Amman     | 10° nella Jordan Pro League |
| Al-Faisaly         | Amman     | 2° nella Jordan Pro League  |
| Al-Hussein         | Irbid     | Campione di Giordania       |
| Al-Jazira          | Amman     | Prima divisione             |
| Al-Ramtha          | Ar-Ramtha | 4° nella Jordan Pro League  |
| Al-Salt            | Al-Salt   | 5° nella Jordan Pro League  |
| Al-Sareeh          | Al-Ramtha | Prima divisione             |
| Al-Wehdat          | Amman     | 3° nella Jordan Pro League  |
| Ma'an              | Ma'an     | 6° nella Jordan Pro League  |
| Moghayer Al-Sarhan | Mafraq    | 9° nella Jordan Pro League  |
| Shabab Al-Aqaba    | Aqaba     | 7° nella Jordan Pro League  |
| Shabab Al-Ordon    | Amman     | 8° nella Jordan Pro League  |

## Classifica
|                      | Pos. | Squadra            | Pt | G  | V  | N  | P  | GF | GS | DR  |
| -------------------- | ---- | ------------------ | -- | -- | -- | -- | -- | -- | -- | --- |
| Giordania (bandiera) | 1.   | Al-Hussein         | 53 | 22 | 16 | 5  | 1  | 53 | 15 | +38 |
|                      | 2.   | Al-Wehdat          | 52 | 22 | 16 | 4  | 2  | 47 | 18 | +29 |
|                      | 3.   | Al-Faisaly         | 39 | 22 | 9  | 12 | 1  | 30 | 16 | +14 |
|                      | 4.   | Al-Ramtha          | 33 | 22 | 9  | 6  | 7  | 26 | 23 | +3  |
|                      | 5.   | Al-Salt            | 32 | 22 | 9  | 5  | 8  | 24 | 21 | +3  |
|                      | 6.   | Al-Jazira          | 30 | 22 | 8  | 6  | 8  | 33 | 29 | +4  |
|                      | 7.   | Al-Ahli            | 26 | 22 | 7  | 5  | 10 | 24 | 32 | -8  |
|                      | 8.   | Shabab Al-Ordon    | 25 | 22 | 7  | 4  | 11 | 28 | 33 | -5  |
|                      | 9.   | Al-Sareeh          | 21 | 22 | 4  | 9  | 9  | 26 | 33 | -7  |
|                      | 10.  | Shabab Al-Aqaba    | 20 | 22 | 5  | 5  | 12 | 23 | 47 | -24 |
|                      | 11.  | Ma'an              | 18 | 22 | 5  | 3  | 14 | 20 | 39 | -19 |
|                      | 12.  | Moghayer Al-Sarhan | 13 | 22 | 3  | 4  | 15 | 16 | 44 | -28 |

Legenda:
      Campione di Giordania e qualificata per la AFC Champions League Two 2025-2026.
 Retrocessione diretta.